# Jens Blecher
Jens Blecher (* 7. Oktober 1965 in Sondershausen) ist ein deutscher Archivar und Historiker.

## Leben
Von 1987 bis 1994 studierte er Geschichte, Historische Hilfswissenschaften/Archivwissenschaft und Editionswissenschaft an der Universität Leipzig. Nach dem Magister Artium 1993 (Geschichte, Historische Hilfswissenschaften) war er 1994 Mitarbeiter im Landesamt für Archäologie im Freistaat Sachsen. Seit 1995 war er Mitarbeiter im Universitätsarchiv Leipzig. Nach der Promotion zum Dr. phil. 2006 bei Manfred Hettling und Hartmut Zwahr in Halle ist er seit 2009 Direktor des Universitätsarchivs Leipzig. Wesentlich ist seine Fortführung der Edition der Matrikel und sein Beitrag zur Festschrift zum Leipziger Universitätsjubiläum, wo er zusammen mit Hartmut Zwahr den zweiten Band verfasste.

## Veröffentlichungen (Auswahl)
- Vom Promotionsprivileg zum Promotionsrecht. Das Leipziger Promotionsrecht zwischen 1409 und 1945 als konstitutives und prägendes Element der akademischen Selbstverwaltung. 2006.
- Die Siegel der Universität Leipzig. Leipzig 2014, ISBN 978-3-941152-17-5.
- Zus. mit Hartmut Zwahr: Geschichte der Universität Leipzig 1409 - 2009, Teil: Bd. 2., Das neunzehnte Jahrhundert 1830/31 - 1909, Leipziger Universitätsverlag 2010.